# Tucker XP-57
Tucker XP-57 – niezrealizowany projekt lekkiego samolotu myśliwskiego z okresu II wojny światowej. Projekt powstał w Tucker Aviation i w marcu 1940 został zamówiony przez United States Army Air Corp (USAAC). Przed ukończeniem projektu firma zbankrutowała i nie zbudowano ani jednego egzemplarza tego samolotu.

## Historia

### Geneza
Jeszcze przed przystąpieniem Stanów Zjednoczonych do II wojny światowej dowództwo USAAC postanowiło poznać możliwość zbudowania super-lekkiego myśliwca, mniejszego, szybszego i bardziej zwrotnego od wszystkich ówczesnych samolotów myśliwskich, zbudowanego z niestrategicznych materiałów takich jak drewno, jako że uważano, że nie niedalekiej przeszłości może zacząć brakować aluminium – prace nad podobnymi konstrukcjami trwały już w innych krajach, np. włoski S.A.I.207, brytyjski Miles M.20 czy francuski MB-700. W maju 1940 firma Tucker Aviation z własnej inicjatywy wystąpiła do USAAC z propozycją zbudowania takiego samolotu, projekt otrzymał oznaczenie XP-57.

### Projekt
Projekt wywołał znaczne zainteresowanie w dowództwie USAAC, jako że przedstawiał bardzo lekki ale dobrze uzbrojony myśliwiec, w czasie gdy wszystkie ówczesne amerykańskie samoloty tego typu stawały się coraz cięższe i bardziej skomplikowane. Samolot został zaprojektowany wokół silnika rzędowego typu Miller L-510 o mocy zaledwie 720 KM, ale przy bardzo małej masie samolotu wynoszącej jedynie 3400 funtów (1542 kg) miał on zapewnić prędkość maksymalną rzędu 300 mil na godziną (482 km/h) i zasięg około 960 mil (1545 km).
Przed ukończeniem prac projektowych firma zbankrutowała i nie prace nad projektem nie zostały ukończone, nie zbudowano żadnego prototypu tego samolotu.

## Opis konstrukcji
Tucker XP-57 był jednosilnikowy, jednoosobowym dolnopłatem z wciąganym w locie podwoziem z kołem przednim. Napęd samolotu miał stanowić silnik rzędowy Miller L-510 o mocy 720 KM z dwułopatowym śmigłem. Silnik miał być umieszczony w środkowej części kadłuba, za kabiną pilota, śmigło miało być napędzana za pomocą długiego wału napędowego.
Planowane uzbrojenie samolotu miały stanowić trzy karabiny maszynowe kalibru 12,7 mm lub dwa działka 20 mm i jeden karabin maszynowy 12,7 mm.